# Zementfarbe
Zementanstriche oder Zementfarben sind Anstriche, die Weißzement und sogenannten hochhydraulischen Kalk enthalten und zum Auftrag auf nasse oder feuchte Oberflächen geeignet sind; sie werden als Pulver geliefert und müssen vor Gebrauch mit Wasser angesetzt werden.

## Begriffsklärung
Der Namensbestandteil Zement weist darauf hin, dass der Anstrich selbst Zement enthält, und nicht etwa, dass er besonders für Zementoberflächen geeignet wäre. Zementfarbe ist also unter anderem auch für Zementoberflächen geeignet, aber eben nicht in besonderer Weise.
Allerdings werden gelegentlich auch Anstriche zum direkten Auftrag auf Zement- oder Betonfußböden o. ä. stark belastete mineralische Untergründe als Zementfarben bezeichnet; dabei handelt es sich um flüssige Kunstharzdispersionsanstriche mit besonderer Betonung auf Wasserundurchlässigkeit und die Haftfähigkeit auf mineralischen Untergründen.
Diese Zementfarbe kann auch verwendet werden, um Zement einzufärben; hierzu wird beim Zementmischen einfach das Pulver untergemischt. Folgende Pigmente sind dafür geeignet: Titandioxid, Lithopone, Eisenoxidgelb, Neapelgelb, Mineralgelb, Nickeltitangelb, Chromoxidgrün, Chromoxishydratgrün, Manganblau, Ultramarin, Eisenoxidrot, Eisenoxidschwarz.
Fazit: es werden zwei völlig unterschiedliche Anstriche mit völlig unterschiedlichen Eigenschaften unter demselben Namen verkauft; die Verwechslungsgefahr ist trotzdem eher gering, da zementbasierte Anstriche in Pulverform geliefert werden und auf dem Markt mittlerweile ziemlich rar sind, während die Anstriche für Zementfußböden etc., flüssig und somit auch gebrauchsfertig sind und zum Standardsortiment jedes Baumarktes gehören.

## Eigenschaften

### Vorteile
Der hochhydraulische Kalk verleiht dem Anstrich die Fähigkeit, ohne Luftzufuhr zu erhärten. Das macht Zementfarbe zum idealen Anstrich für Oberflächen, die ständig nass oder feucht sind; sie ist zudem wasser- und witterungsbeständig und dennoch wasserdampfdurchlässig. Der Anstrich kann zudem als Naturfarbe – ein allerdings etwas vager Begriff – gelten und ist in der Regel relativ preisgünstig. Dass der Anstrich relativ alkalisch respektive basisch ist, verleiht ihm antibakterielle, desinfizierende Eigenschaften.

### Nachteile
- für Tapeten, Gips (-putz oder -platten), Holz und Metall generell ungeeignet
- relativ geringe Deckkraft, erfordert meist mehrere Lagen
- Schutzbrille und -handschuhe erforderlich
- relativ spröde, platzt leicht ab